# ناثانيل بويد
ناثانيل بويد هو سياسي كندي، ولد في 9 يوليو 1853 في لاشوت في كندا، وتوفي في 9 نوفمبر 1941. حزبياً، نشط في حزب كندا المحافظ. وقد انتخب عضو مجلس العموم الكندي.